# Ministerio de Desarrollo Social y Familia
El Ministerio de Desarrollo Social y Familia de Chile (MDSF), anteriormente denominado como Ministerio de Desarrollo Social (MDS), Ministerio de Planificación y, Ministerio de Planificación y Cooperación (Mideplan), es el ministerio de Estado chileno encargado de promover el desarrollo del país mediante la elaboración e implementación de programas, planes, inversiones públicas y otras medidas.

## Historia

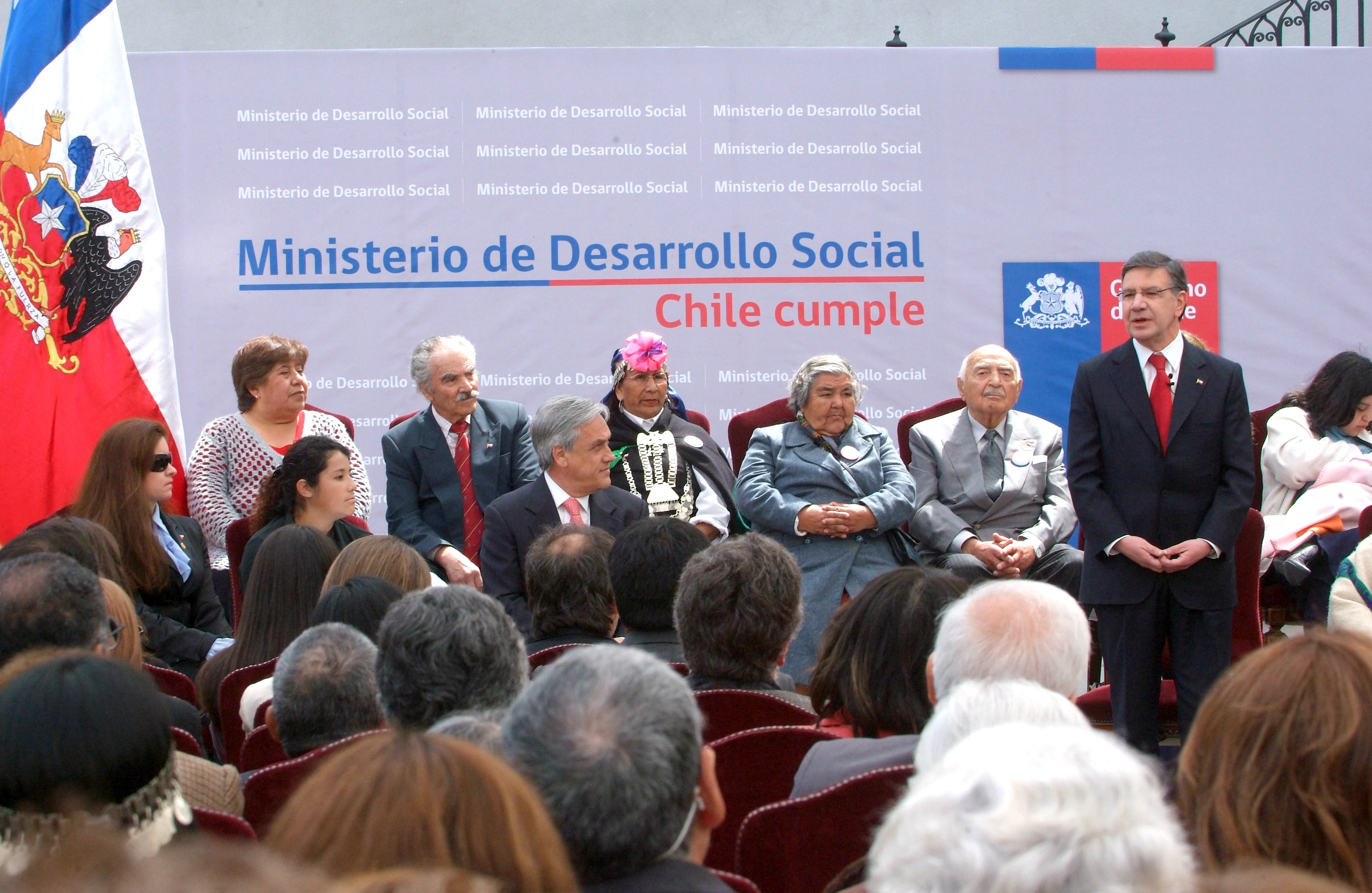
El primer ministro de Desarrollo Social, Joaquín Lavín, en la promulgación de la ley que creó el ministerio en 2011.

Durante el gobierno del presidente Eduardo Frei Montalva (1964-1970) surgió la necesidad de planificar a nivel nacional bajo el alero de un solo organismo. En los dos primeros años de su administración, existió una Oficina de Planificación, dependiente de la presidencia de la República, y sin reconocimiento jurídico. El 14 de julio de 1967 fue creada la Oficina de Planificación Nacional (Odeplan) a través de la Ley 16635.
En 1990 el Odeplan se transformó en el Ministerio de Planificación y Cooperación de Chile (Mideplan) mediante la Ley 18989 del 19 de julio de ese año, adquiriendo rango de ministerio, y en 1992 su estructura interna quedó definida.

El Ministerio de Planificación y Cooperación es una Secretaría de Estado encargada de colaborar con el Presidente de la República en el diseño y aplicación de políticas, planes y programas del desarrollo nacional, de colaborar con los Intendentes Regionales en el diseño de políticas, planes y programas de desarrollo regional, de proponer las metas de inversión pública y evaluar los proyectos de inversión financiados por el Estado y de armonizar y coordinar las diferentes iniciativas del sector público encaminados a erradicar la pobreza.
Artículo 1, Ley 18989 del 19 de julio de 1990. 

En 2002 se creó el sistema público de protección social Chile Solidario, dirigido a las familias y sus integrantes en situación de extrema pobreza, cuyo objetivo es promover su incorporación a las redes sociales y su acceso a mejores condiciones de vida. En 2005 el Ministerio de Planificación y Cooperación pasó a denominarse Ministerio de Planificación. Al año siguiente se estableció el programa «Chile Crece Contigo», de protección a la infancia.
El 18 de agosto de 2011 el presidente Sebastián Piñera firmó el proyecto de ley que se presentó al Congreso para transformar el Ministerio de Planificación en el Ministerio de Desarrollo Social, el que fue promulgado el 13 de octubre de ese año. El nuevo ministerio reemplazó la antigua Subsecretaría de Planificación y Coordinación, por dos: de Evaluación Social y de Servicios Sociales. El nuevo ministerio funcionó en el Palacio de La Moneda, al igual que la Segpres, la Segegob y el Ministerio del Interior. 
En el año 2016 el Ministerio de Desarrollo Social comenzó a ocupar su nueva sede institucional ubicada en calle Catedral 1575. Este edificio se trata del inmueble más moderno de la administración pública en materia de sustentabilidad, seguridad, y accesibilidad, el cual se erige en 14 192,95 m² útiles distribuidos en seis plantas y cuatro subterráneos.
La adquisición del inmueble responde a la política de austeridad implementada por el gobierno, traduciéndose en un ahorro fiscal anual aproximado de $ 325 millones, mientras que el costo del edificio equivale a treinta años de arriendo de las sedes que pagaban tanto el MDS como sus servicios relacionados.
En este sentido, la adquisición del edificio para el ministerio fue una decisión tomada en pos de generar una inversión pública a largo plazo de propiedad del Estado, razón por la cual se descartó tanto la opción de remozar las actuales instalaciones arrendadas, cuya capacidad no correspondía a la cantidad de funcionarios, como la de construir o arrendar un solo gran edificio.
El 12 de abril de 2018 fue creada la Subsecretaría de la Niñez, durante el segundo gobierno de Sebastián Piñera, mediante la Ley 21090.
El 2 de abril de 2019 el entonces presidente Sebastián Piñera confirmó el cambio de nombre para transformar el Ministerio de Desarrollo Social en el Ministerio de Desarrollo Social y Familia.
En la noche del 19 de julio de 2023 se efectuó un robo a las dependencias del ministerio, donde se sustrajeron veintitrés computadores portátiles y una caja fuerte con documentos.

## Misión
Según el sitio web del organismo, su misión es «contribuir en el diseño y aplicación de políticas, planes y programas en materia de desarrollo social, especialmente aquellas destinadas a erradicar la pobreza y brindar protección social a las personas o grupos vulnerables, promoviendo la movilidad e integración social». Asimismo, «debe velar por la coordinación, consistencia y coherencia de las políticas, planes y programas en materia de desarrollo social, a nivel nacional y regional y evaluar los estudios de preinversión de los proyectos de inversión que solicitan financiamiento del Estado para determinar su rentabilidad social de manera que respondan a las estrategias y políticas de crecimiento y desarrollo económico y social que se determinen para el país».

## Organización

### Ministerio de Desarrollo Social y Familia
Bajo dependencia del ministro de Desarrollo Social y Familia se encuentran los siguientes órganos asesores:
- Fiscalía
- Unidad de Auditoría Ministerial
- Unidad de Asuntos Internacionales
- Unidad de Comunicaciones

### Subsecretarias[17]
- Subsecretaría de Evaluación Social[12]
- Subsecretaría de la Niñez
- Subsecretaría de Servicios Sociales,[12] de la que dependen:[6]
  - Secretarías Regionales Ministeriales de Desarrollo Social (anteriormente Secretarías Regionales Ministeriales de Planificación y Coordinación): Existen 16, una en cada región.

Servicios relacionados
- Instituto Nacional de la Juventud (INJUV, 1991)
- Corporación Nacional de Desarrollo Indígena (CONADI, 1993)
- Fondo de Solidaridad e Inversión Social (FOSIS, 1990)
- Servicio Nacional del Adulto Mayor (SENAMA, 2002)
- Servicio Nacional de la Discapacidad (SENADIS, 2010)
- Servicio Nacional de Protección Especializada a la Niñez y Adolescencia (Mejor Niñez, 2021)

### Redes sociales
- Ministerio de Desarrollo Social y Familia de Chile en X (antes Twitter)
- Ministerio de Desarrollo Social y Familia de Chile en Instagram
- Ministerio de Desarrollo Social y Familia de Chile en Facebook
- Ministerio de Desarrollo Social y Familia de Chile en Flickr

### Otros
- Programas sociales del Ministerio de Desarrollo Social y Familia
  - Sitio web del Registro Social de Hogares (RSH)
  - Sitio web del Ingreso Familiar de Emergencia (IFE)
- Chile Agenda 2030: Objetivos de Desarrollo Sostenible
- Fondos Concursables del Ministerio de Desarrollo Social y Familia
- Observatorio Social del Ministerio de Desarrollo Social y Familia
- Sitio web oficial del Ministerio de Desarrollo Social de Chile (2014-2018)
- Plan Social Chile, información sobre los programas sociales chilenos.

- Datos: Q6017243
- Multimedia: Ministry of Social Development and Family (Chile) / Q6017243